# 38ノース
38ノース（英語: 38 North）は、アメリカ合衆国のシンクタンクスティムソン・センターが運営する情報分析サイト。朝鮮民主主義人民共和国（北朝鮮）の核関連施設やミサイル関連施設の画像分析を専門的に扱っている。

## サイト運営者および寄稿者

### 運営者
2006年、ワシントン・ポストの元記者であるドン・オーバードーファーによって、アメリカ合衆国のジョンズ・ホプキンズ大学ポール・H・ニッツェ高等国際関係大学院傘下の「米韓研究所」（USKI）のプログラムとして開始され、2010年から、"38 North"（38度線北側）という名称の北朝鮮に関する情報分析サイトとして運営されている。
しかし、文在寅政権の成立後、「研究所の運営が不透明」であることを理由として、大韓民国政府系研究機関「対外経済政策研究院」(KIEP)がUSKI所長の交代や38ノースの責任者の退陣を要求するなど人事への介入圧力があり、これをUSKI側が拒否したことからKIEPは年間約1900万ドル（約20億円）の資金提供を停止、2018年5月11日にUSKIは閉鎖された。38ノースは2018年6月1日から、ワシントンにある無党派の政策研究機関「スティムソン・センター」（The Stimson Center）の傘下に入った。2019年3月現在、北朝鮮との非核化交渉に関与したアメリカ合衆国国務省元職員ジョエル・ウィット（Joel S. Wit）が代表を務めている。

### 寄稿者
著名な寄稿者として、核科学者のシークフリート・ハッカー 、元AP通信平壌支局長のジーン・H・リー 、サイバーセキュリティの専門家ジェームス・アンドリュー・ルイス及び「ノースコリアテック」の創設者マーティン・ウィリアムズがいる。

## 衛星画像分析
38ノースは、商用人工衛星の画像を利用し、北朝鮮国内の核関連施設やミサイル関連施設の情報を専門的に分析している。
2013年11月、38ノースは北朝鮮のミサイル発射地点で新たな建造物を発見したと公表し、より大型のロケットを扱えるようにアップグレードされていると述べた。
2015年12月21日の北朝鮮の潜水艦発射弾道ミサイル（SLBM）「北極星1号」の「排出」実験後の2016年1月に、38ノースは新浦市南部の造船所の衛星画像分析を使用して北朝鮮のSLBMプログラムについて報告した。ジョセフ・バミューデスは、衛星画像は北朝鮮のSLBMプログラムへの能動的な探求を示していると述べ 、その予測は後に2016年の3回のSLBM実験(4月23日、7月9日、8月24日)や、2017年2月13日に北極星1号を改良し、地上発射型にした新兵器「北極星2号」の試験発射成功で裏付けられることになった。
2016年1月下旬、38ノースは北朝鮮の東倉里ミサイル発射場での不審な活動を報告した。ジャック・リウによる衛星画像分析で東倉里の主要施設と地点で低レベルの活動が示された。記事が公表されてから10日後、北朝鮮は東倉里で人工衛星「光明星4号」を搭載した光明星の打ち上げを実施した。
2016年4月、38ノースのアナリストは主要プラントを加熱するために使われた寧辺核施設の蒸気プラントから出ている排気プルーム（煙）について報告した。これは追加プルトニウムの再処理が進行中である徴候の可能性があるとされた。4月中旬、38ノースは北朝鮮が核兵器用のプルトニウムの再処理を開始したことを示す活動を報告したが、国際原子力機関は約2ヶ月後の6月7日まで認めなかった。
2016年9月、38ノースはジョセフ・バミューデスとジャック・リウによって行われた衛星画像分析に基づき豊渓里核実験場の3か所のトンネル全てで新たな活動が見られると報告した。この活動は、メンテナンスと小規模な掘削作業が再開されたことを示していた。翌日、北朝鮮は豊渓里で5回目の核実験を実施した。